# 鲁迈拉油田
魯邁拉油田是位於伊拉克巴斯拉市西方50公里處的大型油田，可開採的原油儲量170億桶，開發範圍長80公里寬20公里約為1600平方公里。油田發現於1953年，1954年開始正式開採，魯邁拉營運機構負責開發與生產，公司由巴斯拉能源(英國石油與中石油合資組成)和伊拉克國家石油銷售組織組成。

## 儲量與產量
可開採原油儲量約為170億桶是伊拉克最大的油田，至今已開採65億桶原油，2023年每日生產138萬桶原油，石油儲存在地底4公里處的岩層。